# Biskupi i arcybiskupi Zagrzebia

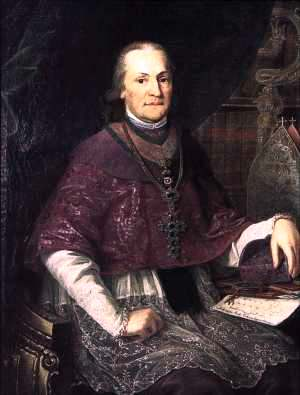
Maksimilijan Vrhovac

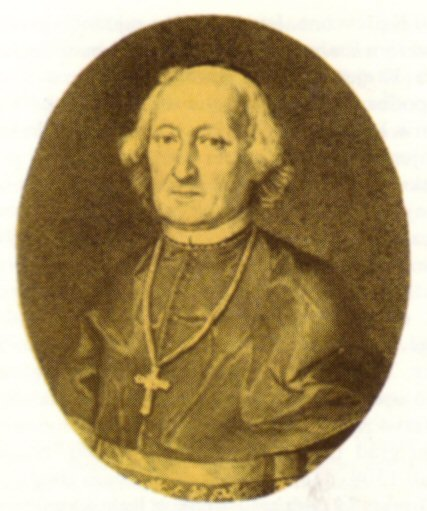
Aleksandar Alagović

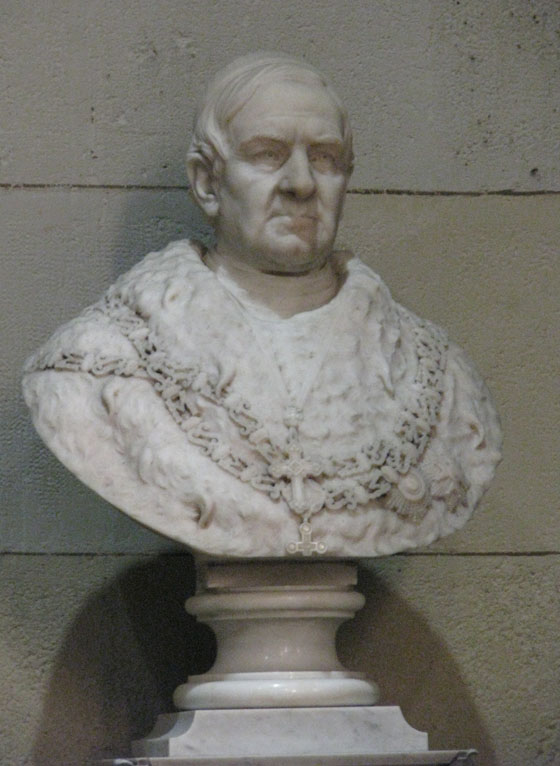
kard. Juraj Haulík Váralyai

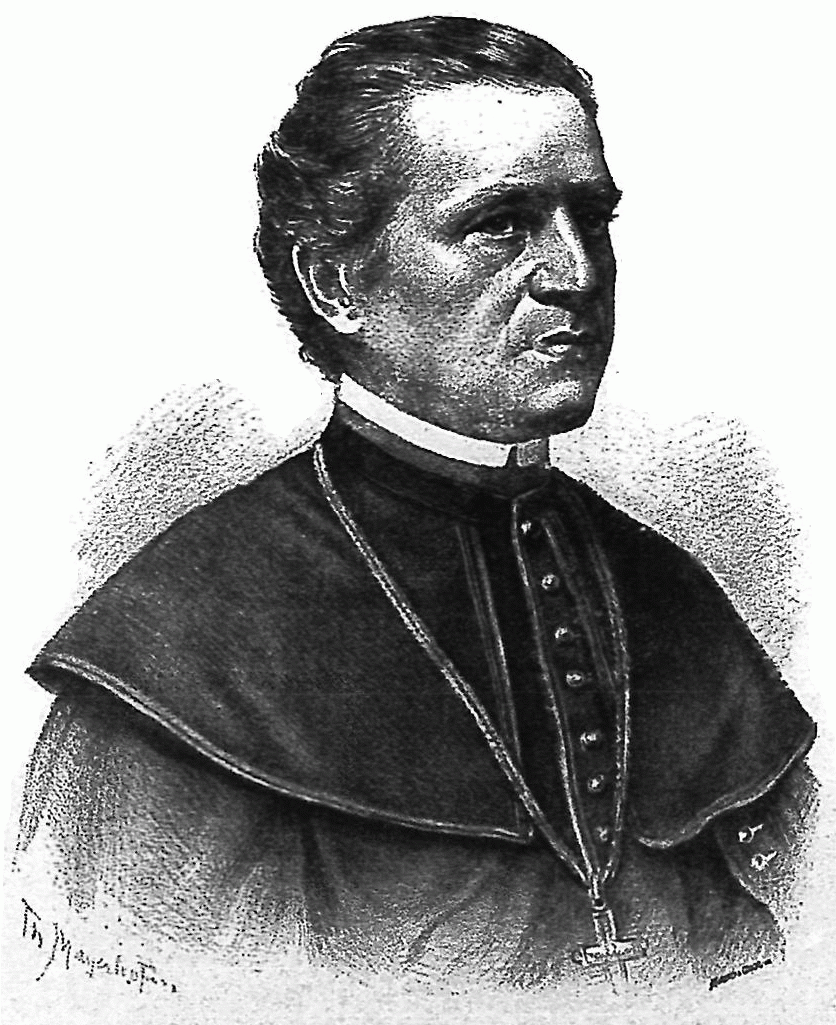
kard. Josip Mihalović

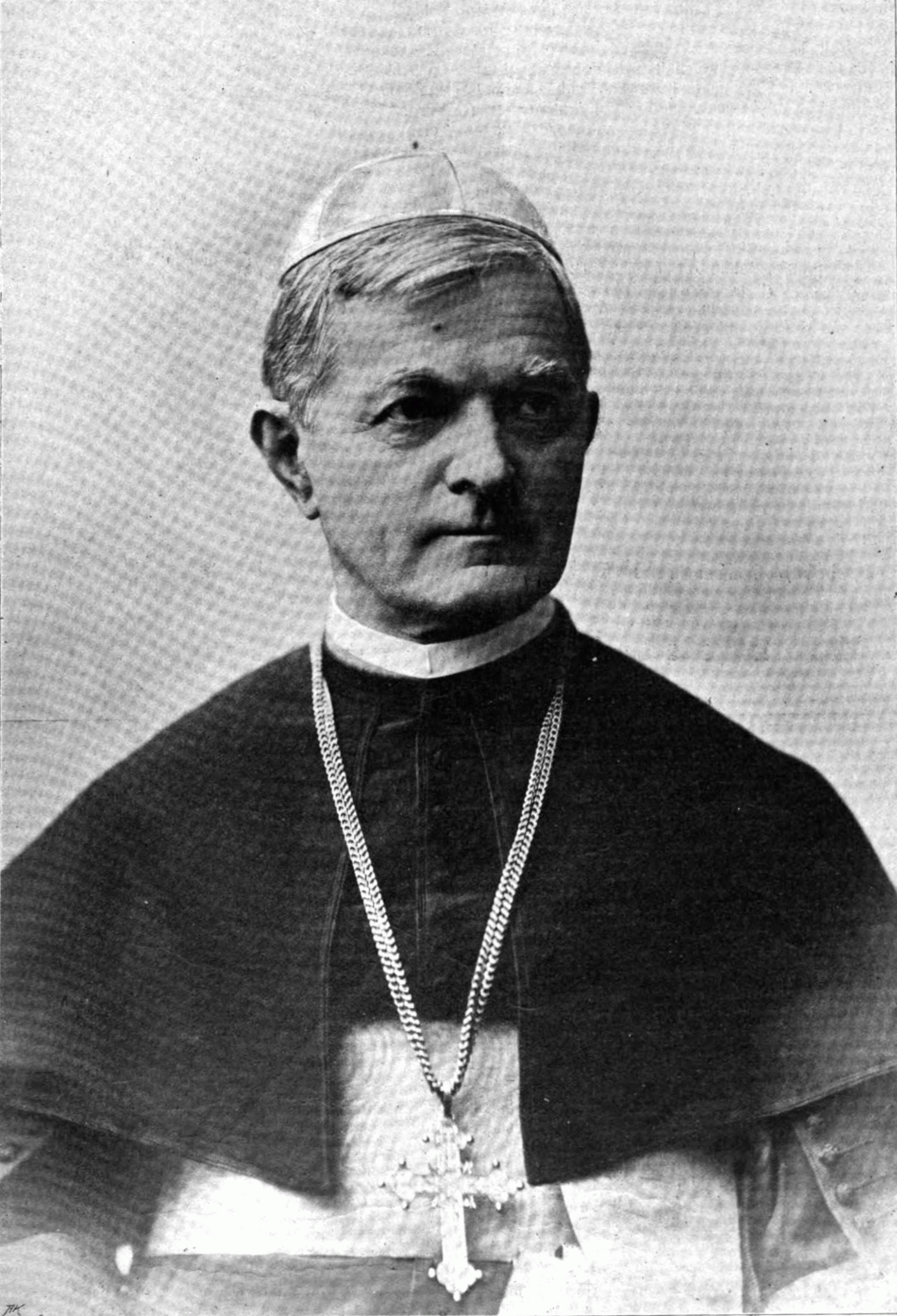
Juraj Posilović

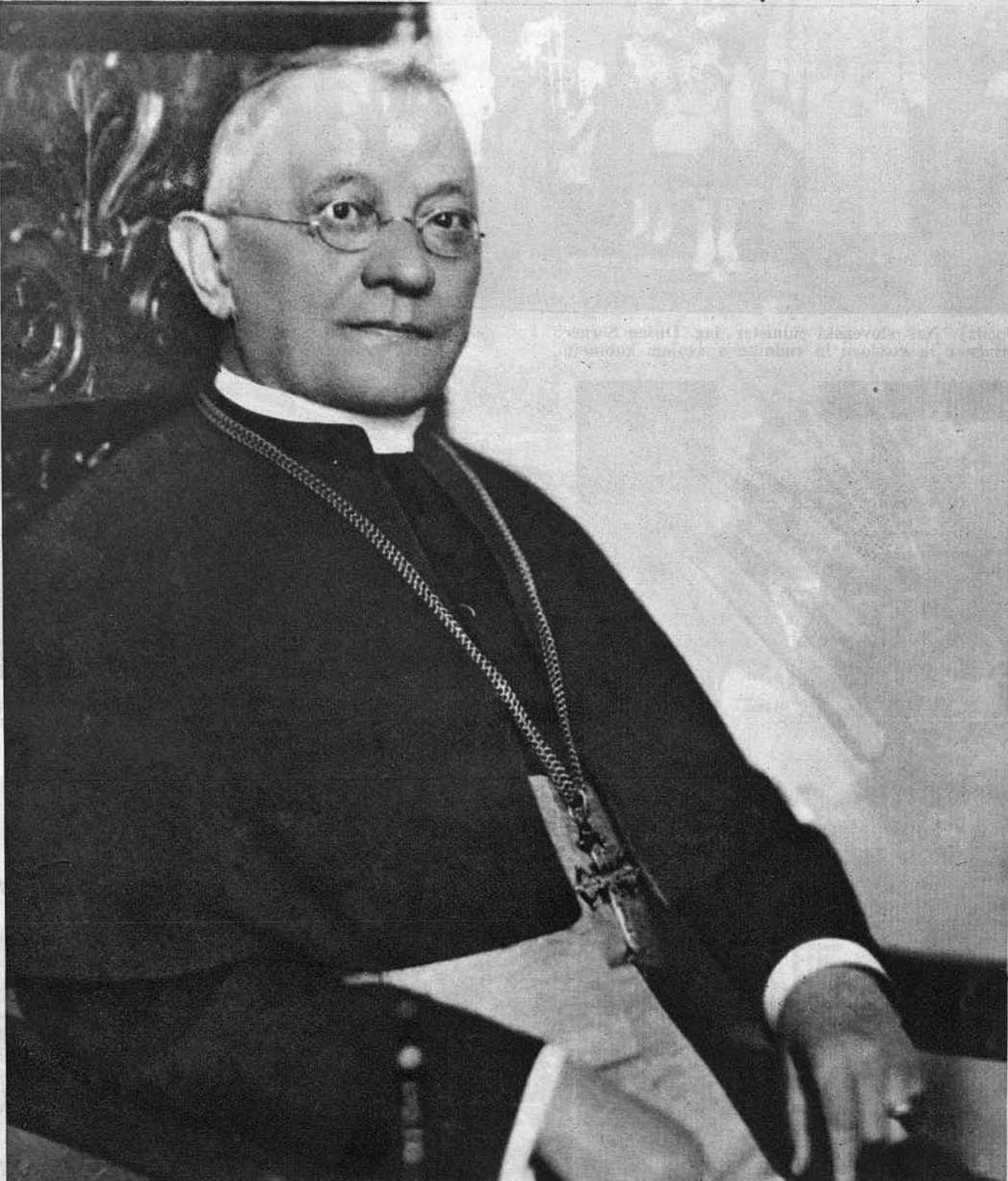
Antun Bauer

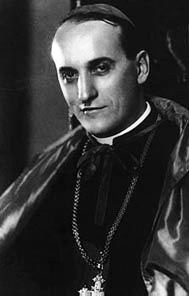
bł. kard. Alojzije Stepinac

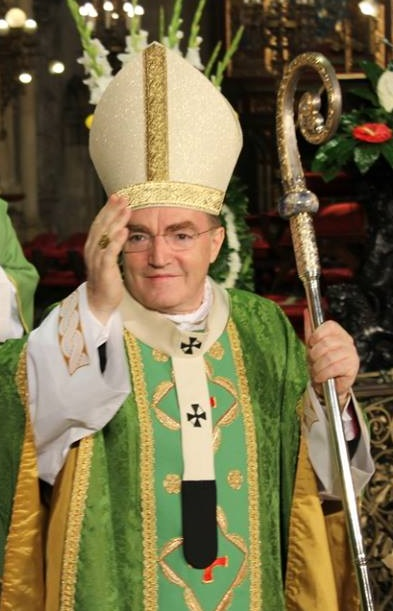
kard. Josip Bozanić

Biskupi i arcybiskupi zagrzebscy – biskupi diecezji zagrzebskiej w Chorwacji. W latach 1093–1852 biskupi; od 1852 arcybiskupi.

## Biskupi i arcybiskupi zagrzebscy

### Biskupi zagrzebscy
1. Duch z Hahótu (1093–?)
2. Sigismund (1102–?)
3. Manases (1103–1113)
4. Francika (1116–1131)
5. Macilin (1131–1140)
6. Verblen (1142–1155)
7. Gotšald (1156–1161)
8. Bernald z Karalonii (1162–1172)
9. Prodan (1172–1185)
10. Ugrin (1185–1188)
11. Dominik (1193–1205)
12. Gothard (1205–1214)
13. Stjepan I (1215–1225)
14. Stjepan II Babonić (1225–1247)
15. Philipp (1248–1262)
16. Farkazij (1263)
17. Timotej (1263–1287)
18. Anton I (1287)
19. Iwan I (1288–1295)
20. Mihalj (1295–1303) nominowany arcybiskupem Ostrzyhomia, prymasem Węgier
21. bł. Augustyn Kažotić, OP † (1303 – 21 sierpnia 1322) nominowany biskupem Lucery
22. Giacomo de Corvo OP (1322–1326)
23. Ladislav von Kabola (1326–1343)
24. Jakob von Piacenze (1343–1348)
25. Dionizije Lacković (1349)
26. Nikola I (1350–1356)
27. Stjepan III Kaniški (1356–1375)
28. Demitrij (1376–1378)
29. Pavao Horvat (1379–1386)
30. Ivan Smilo Bohemus (1386–1394)
31. Ivan Šipuški (1394–1398)
32. Eberhard Alben (1397–1406)
33. Andreas Scolari (1406–1409) nominowany biskupem Gran Varadino
34. Eberhard Alben (1410–1420) (po raz drugi)
35. Johannes Albeni (Ivan Alben) (1421–1433) (także biskup Veszprém oraz Peczu)
36. Ivan (ok. 1437)
37. Abel Kristoforov (1438)
38. Benedikt de Zolio (1440–1454)
39. Toma de Debrenthe (Tamás Debrenthey) (1454–1464) nominowany biskupem Nitry
40. Demetrij Čupor Moslavački (1465–1466)
41. Osvald Thuz (1466–1499)
42. Luka Baratin de Segedino (1500–1510)
43. Tamás Bakócz (Toma Bakač Erdödy) (1511) nominowany arcybiskupem Ostrzyhomia, prymasem Węgier
44. Ivan Bakač Erdödy (1511–1518)
45. Šimun Erdödy (1519–1543)
46. Nikolaus Olaho (Nikola Olah) (1543–1548)
47. Wolfang Vuk de Gyula (1548–1550)
48. Pavao Gregorijanec (1550–1557)
49. Matija Bruman (1558–1563)
50. Juraj Drašković von Trakošćan (1564–1578)
51. Ivan Kranjčić Moslavački (1578–1584)
52. Petar Herešinec (1585–1588)
53. Gašpar Stankovački (1588–1596)
54. Nikola Zelnicaj Stepanić (1598–1602)
55. Šimun Bratulić (1603–1611)
56. Petar Domitrović (1611–1628)
57. Franjo Ergelski Hasanović (1628–1637)
58. Benedikt Vinković (1637–1642)
59. Martin Bogdan (1643–1647)
60. Petar Petretić (1648–1667)
61. Martin Borković (1667–1687)
62. Aleksandar Ignacije Mikulić Brokunovečki (1688–1694)
63. Stjepan Seliščević (1694–1703)
64. Martin Brajković (1703–1708)
65. Mirko Eszterházy (1708–1722)
66. Juraj Branjug (1723–1748)
67. Franjo Klobusiczky (1748–1751)
68. Franjo Thauszy (24 stycznia 1752–1769)
69. Ivan Krstitelj Paxy (10 września 1770–1772)
70. Josip Galjuf (Galyuff) (14 grudnia 1772–1786)
71. Maksimilijan Vrhovac (10 marca 1788–1827)
72. Aleksandar Alagović (1829–1837)

### Arcybiskupi zagrzebscy
1. kard. Juraj Haulík Váralyai (2 października 1837 - 11 maja 1869) (arcybiskup od 1852)
2. kard. Josip Mihalović (27 czerwca 1870 - 19 lutego 1891)
3. Juraj Posilović (18 maja 1894 - 26 kwietnia 1914)
4. Antun Bauer (26 kwietnia 1914 - 9 grudnia 1937)
5. bł. kard. Alojzije Stepinac (7 grudnia 1937 - 10 lutego 1960)
6. kard. Franjo Šeper (5 marca 1960 - 20 sierpnia 1969), mianowany prefektem Kongregacji Nauki Wiary
7. kard. Franjo Kuharić (16 czerwca 1970 - 5 lipca 1997)
8. kard. Josip Bozanić (5 lipca 1997 - 15 kwietnia 2023)
9. abp Dražen Kutleša (15 kwietnia 2023 - nadal)